# Fiat 130

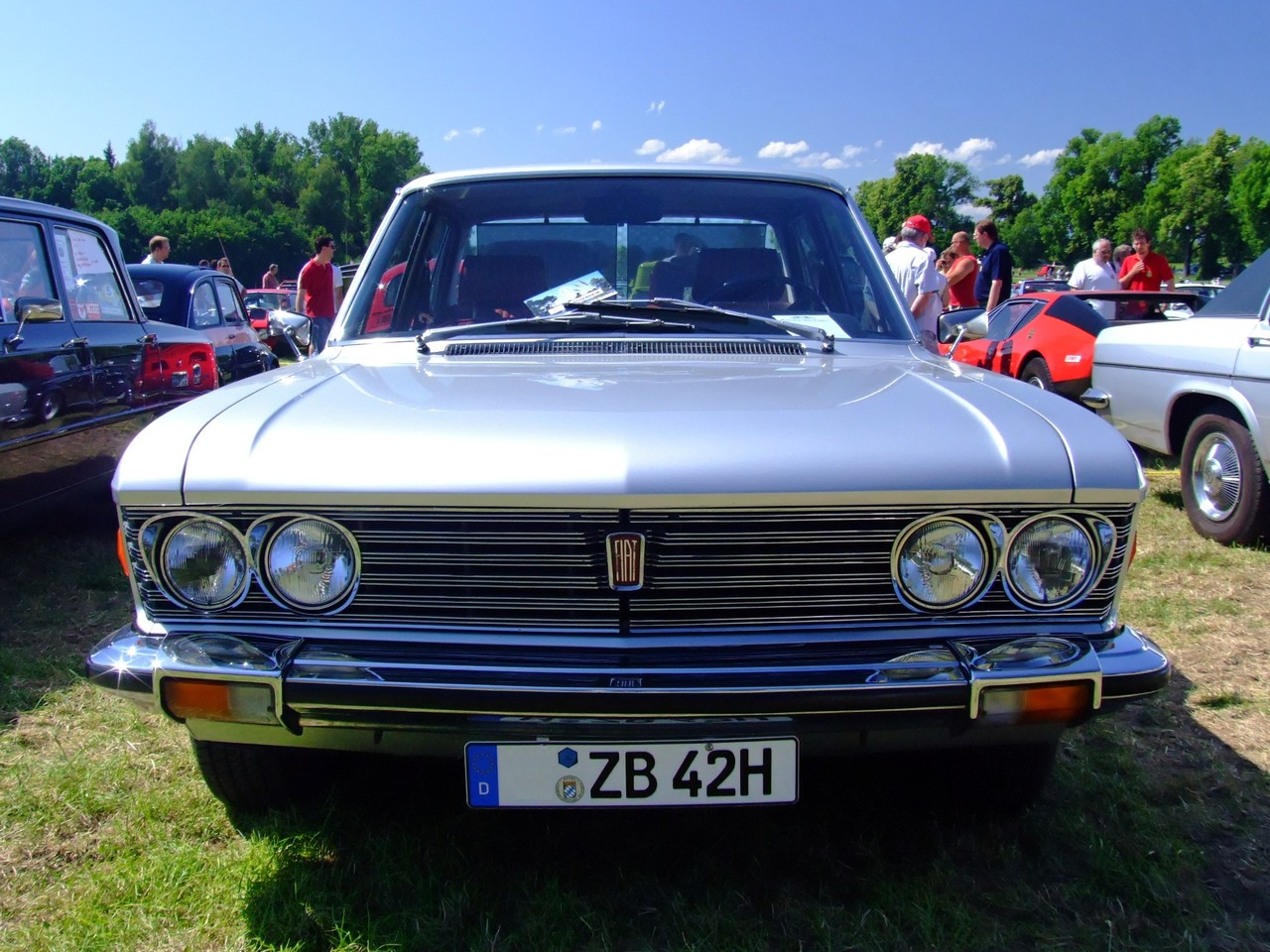
Fiat 130.

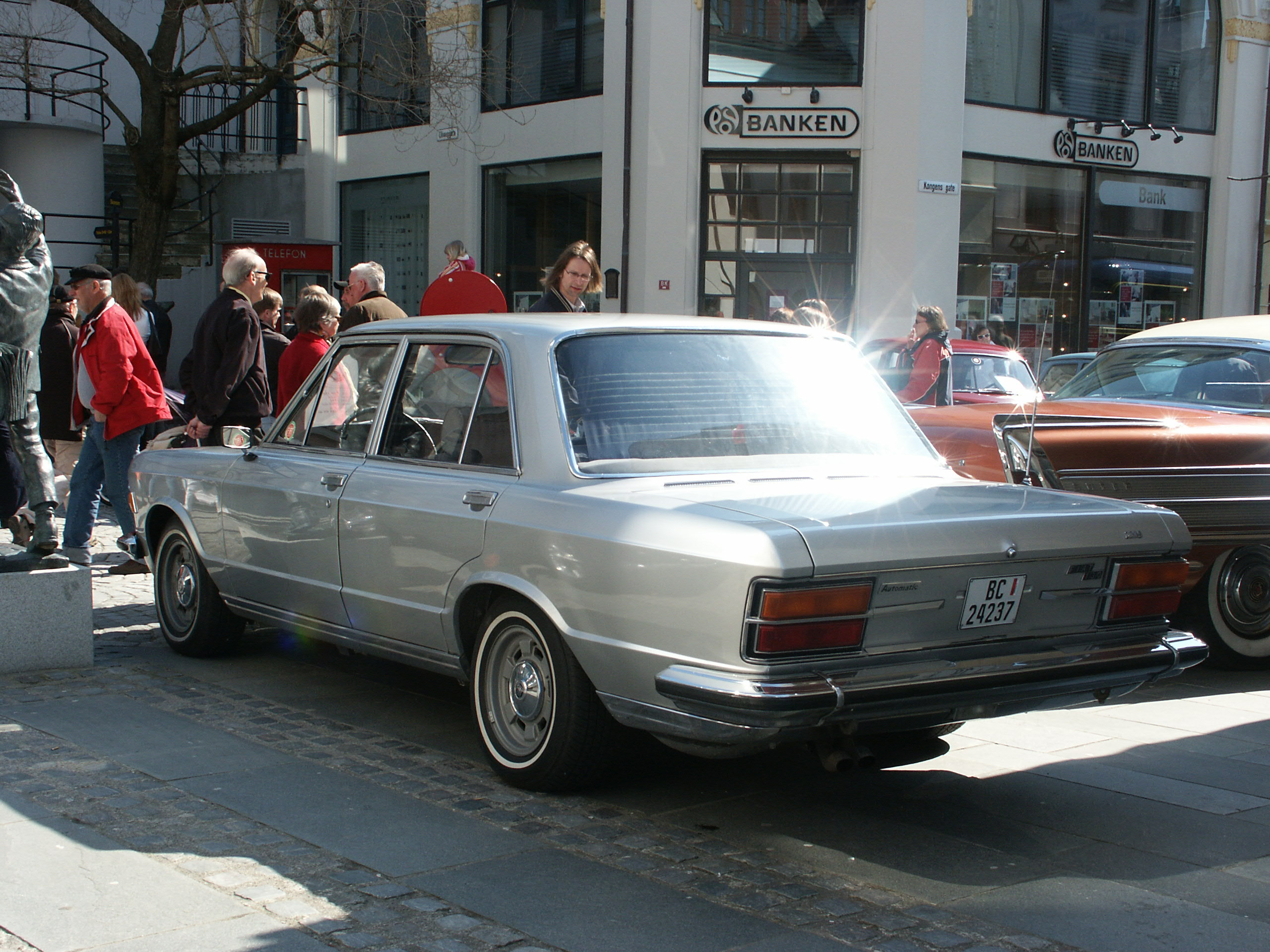
Fiat 130 vue arrière.

La Fiat 130 est une automobile de luxe produite en versions berline et coupé par le constructeur italien Fiat entre 1969 et 1977. Elle constituait le haut de gamme de la marque turinoise et ne fut d’ailleurs équipée que de V6 essence.
La 130 Berline, présentée en 1969, présentait une robe très classique et statutaire. Le coupé, présenté en 1971 au Salon de Genève, possédait une carrosserie plus innovante dessinée par Paolo Martin (en), de chez Pininfarina.
Attention : article entièrement issu d'une traduction automatique de l'anglais. Langue approximative et nombreuses tournures incohérentes ou inexistantes en français.

## Genèse du projet 130
Lorsque Fiat planifie le remplacement de son haut de gamme, à savoir l'élégante et très appréciée Fiat 2300 Berline, la direction générale prend d’abord le parti de la continuité sans rupture esthétique ni technique, avec pour objectif l'année 1969. Cependant, des différentes carrosseries étudiées, aucune ne remporte l’adhésion du directoire. Vers 1965, la carrosserie jugée la plus plausible reprend les lignes de la future Fiat 125, alors en cours de finalisation. Mais le directoire réalise alors l'important déficit technique que cette approche conservatrice risquait de créer par rapport aux BMW 1500 « Neue Klasse » de 1961 ou aux Mercedes W111 de 1959.
A cette époque, c'est Dante Giacosa qui est chargé du développement des nouveaux modèles chez Fiat. L’ingénieur, à qui on doit la Fiat 500 Topolino (Simca 5) de 1936, la Nuova 500 de 1957 et la berline 2300, est réputé et expérimenté. Il adresse une note au directoire de FIAT, où il fait remarquer que la marque a des ressources limitées en matière de recherche et développement, et qu'il est vital de consacrer tous ses moyens à la voiture populaire et de milieu de gamme, que FIAT produit par centaines de milliers, sans chercher à s'aventurer dans le haut de gamme.
Accaparé par les projets 125 (1 600 cm3, échéance 1967), 128 (1 100 cm3, échéance 1969) et 127 (900 cm3, échéance 1971), Dante Giacosa recommande alors l'abandon du développement de la plate-forme 2300 au profit d'une version rallongée de la Fiat 125 (1 600 cm3) notamment au niveau du capot moteur afin d'accueillir l'excellent 6 cylindres en ligne de 2 300 cm3 de cylindrée.
Une telle approche s'apparente en effet à celle qui présida à la conception des Fiat 1800/2100/2300 (6 cylindres en ligne), techniquement proches des Fiat 1300/1500 (4 cylindres en ligne). Le bloc 1300-1500, bien qu'à arbre à cames latéral, avait été muni d'une culasse à chambres de combustion polysphériques en 1961. Cette nouvelle culasse était la première réalisation chez FIAT d' Aurelio Lampredi. Elle était parvenue à donner un second souffle à ce bloc, à tel point que FIAT en avait acquis une certaine notoriété en tant que motoriste.
Monté dans la Fiat 2300 S Coupé, le 6 cylindres procurait un agrément hors du commun grâce à ses 136 ch DIN disponibles à tous les régimes. La Fiat 2300 S Coupé était l'une des voitures préférées de l'illustre Paul Frère. En toute logique, ce 6 cylindres en ligne aurait pu évoluer une fois de plus, gagnant un arbre à cames en tête et une courroie crantée comme dans le cas du moteur de la 128 prévu pour 1969. Il aurait certes fallu repenser la culasse polysphérique « Lampredi » pour qu'elle vienne s'ajuster sur l'arbre à cames en tête, mais c'était une possibilité. Rétrospectivement, on se rend compte cependant qu'à l'issue de ce travail important, il en aurait simplement résulté un moteur 6 cylindres d'une architecture proche du moteur BMW 1500 « Neue Klasse ».
1967 est l'année charnière. Le directoire presse Dante Giacosa de finaliser la succession de la Fiat 2300, mais n'avalise pas l'idée de le faire sur plate-forme de 125 rallongée, la cylindrée devant passer de 2 300 cm3 à 2 800 cm3 pour taquiner les Mercedes. Il s'ensuit un intense branle-bas de combat en interne, au terme duquel il est décidé que la Fiat 130 utilisera certes une nouvelle plate-forme, spécifique, mais obtenue en combinant ce qui a déjà été développé et qui s'avère rapidement industrialisable à peu de frais.
Pour le moteur, l'adaptation de la culasse polysphérique Lampredi ne sera donc pas de la partie, n'ayant pas encore été testée. Le moteur Dino, quant à lui, n'a qu'une cylindrée de 2 000 cm3, largement insuffisante. Le constat est simple : il faut partir du 2 300 cm3 en ligne, le majorer à 2 800 cm3 et adapter sa culasse « Lampredi » à un arbre à cames en tête, ce qui est une opération lourde. À peine plus lourde est la solution qui consiste à changer son fusil d'épaule : partir du moteur 128 (4 cylindres de 1 116 cm3 prévu pour l'année 1969) et en dériver un 6 cylindres fortement majoré en cylindrée unitaire. À ce stade, il aurait été plus facile d'opter pour un L6 (6 cylindres en ligne), mais le directoire de FIAT tranche en faveur d'un V6, décision qui devait s’avérer lourde de conséquences.
Aurelio Lampredi reçoit ainsi l'ordre de dédoubler le développement du moteur 128, avec la mise en chantier d'un gros V6 dérivé, constitué de deux bancs de 3 cylindres à 60 degrés. Pour la suspension du véhicule, il est décidé après une étude de la SIRA, un bureau de développement proche de Fiat, que les suspensions arrière seront indépendantes. Telles se résument pour l'essentiel les innovations pour la 130. Pour le reste et compte tenu du délai pressant (nous sommes en 1967 et la voiture est prévue pour 1969), il est clairement demandé à Giacosa d'utiliser des éléments préexistants, d’origine interne ou non, les coûts d'approvisionnement passant au second plan.
Dante Giacosa et Aurelio Lampredi s'attellent immédiatement à la tâche, mais Giacosa envoie une note d'orientation au directoire de FIAT, exprimant ses doutes quant à la qualité finale du produit compte tenu du contexte et du calendrier. Selon lui, il est illusoire d'espérer que la Fiat 130, bien que bâtie sur des éléments nouveaux, puisse immédiatement concurrencer des marques aussi établies que Mercedes et BMW, qui avaient l'avantage de produire des véhicules de luxe depuis de nombreuses années et bénéficiaient ainsi d'une expérience nettement supérieure sur ce créneau.

## Technique
FIAT, désireux de s'immiscer sur le marché haut de gamme entre les Mercedes et autres BMW, ne se lance pas pour autant dans un projet industriel à moyen ou long terme. Il s'agit d'abord de faire simplement au mieux avec les moyens du bord et à court terme. C'est-à-dire tout l'inverse de la stratégie que Mercedes avait choisie et mise en place avec le modèle 600, un gouffre financier qui permit en fait l'avance technique de la mythique Classe S W116 apparue dès 1972.
Pour affronter la concurrence, Dante Giacosa opte pour le modernisme avec un train roulant à quatre roues indépendantes et des suspensions à fort débattement. Une telle solution s'accompagne d'une propension à prendre du roulis en virage, ici contrée par des barres stabilisatrices tant à l'avant qu'à l'arrière. Le train avant se distingue par une épure McPherson, des plus classiques aujourd'hui. FIAT préfère une solution à barres de torsion au lieu des habituels ressorts hélicoïdaux. Dante Giacosa signale que les barres de torsion sont choisies pour pouvoir loger le gros V6. (Cela n'est peut-être pas la véritable raison car la Fiat Dino est également mue par un V6, mais suspendue à l'avant par des ressorts hélicoïdaux. Peut-être la Dino souffrait-elle d'un diamètre de braquage trop important, les roues ne pouvant pas suffisamment pivoter ? Ou bien fallait-il dégager le compartiment moteur pour y loger la pompe de direction assistée et le compresseur de climatisation ?)
Pour la 130, la conception des suspensions indépendantes arrière marque un progrès par rapport à celles que Volkswagen, BMW et Mercedes produisent déjà. En 1969, FIAT nourrit pourtant une suspicion légitime au sujet des suspensions arrière indépendantes. En effet, chez BMW et Mercedes, le débattement des roues arrière s'accompagne d'importantes variations de carrossage qui dégradent le comportement. Différentes solutions déjà existantes démontrent cependant qu'il est possible de remédier à cet inconvénient, comme les suspensions arrière des Renault Frégate (1951), Jaguar type E (1961) et XJ (1968), Porsche 911 (1964) et Peugeot 504 (1968). Chez Fiat, depuis la 850 (sortie en 1964), il existe une solution innovante de suspensions à bras tirés, et c’est ce principe dont bénéficiera également la 130. Le développement s’effectue non pas chez Fiat, mais à la SIRA (Società Industriale Ricerche Automotoristiche). C'est donc tardivement qu'avec la 130, apparue en 1969, Fiat rentre dans le clan des constructeurs automobiles qui maîtrisent le concept de la suspension arrière indépendante, appliqué aux voitures de classe supérieure.
Mais pour l'arbre de transmission et les semi-arbres de roues, FIAT continue à utiliser d’antiques joints de cardan à l'air libre, avec des croisillons prétendument graissés à vie. Comme l'arbre de transmission joue un rôle dans la suspension, un certain flottement se faisait sentir vers 30 000 km.
Les Allemands riposteront dès 1977 avec la suspension semi-active de la BMW 728 (E23), puis en 1982 avec le train multibras de la Mercedes-Benz 190 qui deviendra l'archétype des suspensions arrière modernes, s'agissant de propulsions, mais 15 ans après le projet de la Fiat 130.
Rétrospectivement, on comprend que Dante Giacosa et Fiat n'ont pas conçu le projet 130 comme un laboratoire destiné à améliorer la technique automobile. Hormis sa suspension arrière indépendante, qu'on retrouvera sur la Fiat Dino 2400, la Fiat 130 ne comporte aucune amélioration propre, susceptible d’être élargie à d’autres modèles : moteur dérivé du 128 (aucune filiation avec le Dino), pas d'injection, insonorisation très moyenne, poids trop important... et appel à ZF (Allemagne) pour la pompe hydraulique, le boîtier de servodirection, la boîte de vitesses (manuelle 5 vitesses) et le différentiel à glissement limité.

## Moteurs
Durant le développement du projet, le poids total du véhicule passe allègrement d'environ 1 300 kg à 1 600 kg sur la balance. Il s'ensuit une forme de sous-motorisation.
- Le premier moteur est apparu en 1969 lors de la présentation modèle avec une cylindrée de 2 866 cm3 (alésage de 96 mm et course de 66 mm). Ce premier moteur développe une puissance de 140 ch DIN à 5 600 tr/min. Le couple maxi atteint quant à lui 22 mkg au régime modéré de 3 200 tr/min. En mars 1970 on a augmenté la puissance de ce moteur par une compression élevée de 8,3:1 à 9,0:1, un diametre du carburateur plus grand (45 mm au lieu de 42 mm) et un collecteur d'échappement redessiné. Le résultat était 160 ch DIN à 5 800 tr/min. Le couple maxi n'a pas changé[1].

- En 1971, le moteur de la Fiat 130 passe à 3 235 cm3 via un réalésage qui atteint 102 mm et une course  66 mm. Sa puissance développe 165 ch DIN à 5 600 tr/min, pour un couple maxi de 25 mkg au régime toujours modéré de 3 300 tr/min.

### Aurelio Lampredi
Aurelio Lampredi, qui avait dessiné le premier moteur V6 Dino chez Ferrari puis qui en avait assuré différents développements chez FIAT, est chargé de dessiner le moteur de la Fiat 130. On pourrait dès lors supposer un lien de parenté avec la lignée V6 « Dino » mais, en réalité, il n'y a aucune filiation ni pièce commune entre le V6 de la 130 et le V6 de la Fiat Dino.

### Le V6 «Dino»
Cette lignée de moteurs conçue initialement chez Ferrari reçoit cette appellation en hommage à Dino Ferrari, le fils trop tôt décédé de Enzo Ferrari.
La première génération V6 Dino est coulée en aluminium et possède 2 litres de cylindrée. Les bancs de cylindres sont ouverts à 65 degrés, 5 degrés de trop par rapport à l'optimum mécanique, mais c'est en vue d'y glisser au mieux les carburateurs Weber 40 DCNF.
La deuxième génération V6 Dino est portée à 2,4 litres de cylindrée à moindre coût : alésage fortement augmenté, ce qui entraîne des parois plus fines et l'abandon de l'aluminium au profit de la fonte, plus rigide mais plus lourde.
- Les caractéristiques du V6 Dino 2 000 cm3 sont : 
  - alésage 86 mm et course 57 mm ;
  - puissance 160 ch DIN à 7 200 tr/min ;
  - couple maxi de 17 mkg haut dans les tours, à 5 700 tr/min.

- Les caractéristiques du V6 Dino 2 400 cm3 sont : 
  - alésage 93 mm et course 60 mm ;
  - puissance 180 ch DIN à 6 600 tr/min ;
  - couple maxi en forte hausse, 22 mkg, à un régime plus conventionnel.

Dans le cas du V6 Dino, du fait de l'emploi de 2 arbres à cames par banc de cylindres, les soupapes forment un angle qui permet de donner à la chambre de combustion une forme quasiment polysphérique, ce qui constitue un optimum pour le rendement thermique. L'avantage d'un moteur « super-carré » est sa faible hauteur. On gagne non seulement sur la hauteur du bloc, mais aussi sur la hauteur du carter du fait des tourillons moins excentrés.
Ordinairement, un moteur qui n'est pas « super-carré » a une course d'environ 82 mm pour un alésage de 82 mm. Une course de 66 mm, soit 16 mm en moins, se solde donc par une diminution de la hauteur totale, depuis le bas du carter jusqu'au plan de joint de la culasse, du double, donc 32 mm, ce qui permet de produire des voitures aux capots sensiblement plus bas, ce qui se traduit par une meilleure aérodynamique, un centre de gravité abaissé, et une esthétique plus dynamique. Bien sûr, il faut mettre en œuvre différentes autres mesures pour ne pas entraver ce progrès, comme implanter le carburateur et son filtre à air au plus bas.
C'est une des raisons pour lesquelles les moteurs V6 Dino sont ouverts à 65 degrés, et non pas à 60 degrés, pour que les trois carburateurs double corps Weber 40 DCNF puissent être montés au plus bas sans venir buter sur les couvre-culasse, très encombrants dans le cas du V6 Dino car logeant deux arbres à cames par banc de cylindres.
La lignée V6 Dino combine différents avantages qui se combinent : chambres de combustion proches de l'optimum, hauteur de capot réduite, centre de gravité abaissé, et carrosseries aux lignes effilées et dynamiques.

### Le V6 «130»
Le fait que les moteurs de la Fiat 130, eux, ne soient ni ouverts à 65 degrés, ni munis d'une distribution double arbre, ni alimentés par une batterie de 3 carburateurs Weber double corps, a pour conséquence qu'on ne peut les rattacher au V6 Dino.
Le moteur type 130 dérive étroitement du moteur 128, un petit 4 cylindres en ligne qui anime les Fiat 128. Très significatif est le fait que l'alésage et la course du moteur 130 type A sont une mise à l'échelle dans un rapport 1,20 du moteur 128 type A. Le principe de l'arbre à cames à attaque directe via pastilles provient du moteur 128. La seule différence fondamentale entre le moteur 128 et le moteur 130 est la géométrie de la culasse. Dans le cas du moteur 128, l'admission et l'échappement se situent du même côté de la culasse. Dans le cas du moteur 130, l'admission et l'échappement sont situés chacun de leur côté.
Ici, dans le cas du moteur de la Fiat 130, Aurelio Lampredi opte pour un V ouvert à 60 degrés. Comme il s'agit d'un moteur à fort alésage (102 mm dans le cas du 3 235 cm3) le bloc est très large et le double carburateur Weber prend place au milieu du V. Les premiers essais révèlent une surchauffe chronique qui oblige à monter le carburateur sur une embase réfrigérante.
La puissance maximum s'établit au régime de 5 600 tr/min, paisible malgré les cotes super-carrées. La correction d'avance ne tient pas compte de la pression au collecteur d'admission. La distribution à un seul arbre à cames par banc de cylindres avec des soupapes en ligne ne permet pas une forme optimale au niveau de la chambre de combustion. On en revient (comme dans le cas du moteur 128) aux antiques chambres de combustion en coin. Ceci bien que Lampredi ait, dès 1961, développé une culasse à chambre de combustion optimisée (polysphérique) pour les moteurs de la génération précédente, à arbre à cames latéral.
D'autres constructeurs, tels BMW, ont compris que si l'on ne vise pas les régimes élevés (max 6 000 tr/min), le simple arbre à cames donne de meilleurs résultats si l'attaque de chaque soupape se fait via un petit basculeur. Cela permet de donner de l’angle aux soupapes, comme s'il y avait deux arbres à came. De l'extérieur, tout est caché et lubrifié dans le couvre-culasse. Passé 6 000 tr/min, les basculeurs entraînent une perte du fait de leur inertie en rotation. Ces moteurs restent raisonnablement simples, permettent une chambre de combustion optimisée et respirent d'autant mieux que l'astuce des petits basculeurs permet d'augmenter la levée des soupapes. En effet, ces petits basculeurs peuvent être asymétriques : plus courts du côté de l'arbre à cames, et plus longs du côté de la queue de soupape. Aurelio Lampredi, qui ne peut ignorer cette technique, l'ayant exploitée en 1961, préfère faire l'impasse et installe les soupapes directement sous l'arbre à cames. C'est une erreur fatale qui empêche FIAT d'entrer dans l'ère des moteurs à la fois simples, puissants et sobres. « Efficient Dynamics » comme l'on dirait aujourd'hui.
Dans le cas du moteur de la Fiat 130, les soupapes sont donc colinéaires et dans le même plan. Leur levée est limitée du fait de l'attaque directe par l'arbre à cames. Augmenter leur levée entraînerait une usure prématurée du profil de l'arbre à cames. Le problème, avec des soupapes colinéaires est qu'il faut arriver à les loger dans l'alésage du cylindre. Donc il y a combinaison de trois inconvénients :
1. l'efficacité thermique est moindre du fait de la forme de la chambre de combustion qui s'écarte de la forme hémisphérique idéale (c'est le sujet du mémoire de fin d'études d'un certain Paul Frère) ;
2. on est forcé de travailler avec des soupapes de petit diamètre pour arriver à les loger dans l'alésage ;
3. ces petites soupapes ont une faible levée. Le moteur a donc un rendement moindre, et en plus de cela, il avale moins d'air.

Ce qui tend à redresser le bilan, c'est que dans notre cas, l'alésage fait 102 mm (moteur type B 3 235 cm3), donc le diamètre des soupapes redevient honorable, mais quoi de plus normal, avec une cylindrée unitaire de 539 cm3 ?
L'histoire a démontré que de tels moteurs se révèlent décevants, sauf si dotés d'un turbo, la solution de facilité. L'histoire a également montré que de tels moteurs peuvent se révéler à la fois performants et économes si patiemment mis au point, en provoquant un mouvement de rotation continue des gaz dans la chambre de tranquillisation (accumulation d'énergie cinétique), juste avant les conduits d'admission, avec utilisation de cette énergie cinétique pour mieux remplir le cylindre au moment où la soupape d'admission s'ouvre. Une telle technique a été adoptée par Opel sur son étonnant 4 cylindres 2 litres unanimement apprécié au début des années 1980, puis par Audi notamment sur son 5 cylindres 2,1 et 2,2 litres à partir des années 1985 (génération KU). Ces moteurs Opel et Audi se révélaient étonnamment « remplis » à tous les régimes, surtout lorsque épaulés par un dosage précis du carburant (injection K-Jetronic Bosch, continue) et un timing évolué à l'allumage.
Encore une fois, nous sommes à la fin des années 1960 et ces technologies (turbo + injection électronique) ne sont pas encore appliquées chez FIAT (ni chez la plupart des motoristes).
Dans le cas du moteur « 130 », la culasse comporte une importante zone dite de squish dont le principe est que lorsque le piston arrive en haut, il vient presque au contact de la culasse sur une surface non négligeable. Cela réduit d'autant le volume de la chambre de combustion. Car si tout l'alésage avait fait partie de la chambre de combustion, soit le taux de compression aurait été insuffisant, soit les soupapes, lors de leur levée, auraient tapé dans le piston. La zone définie par les deux soupapes accolées définit le toit de la chambre de combustion. Tout le reste de l'alésage ne fait plus partie de la chambre de compression. La pression de compression ne s'établit pas de façon linéaire : elle se réalise brutalement dans les derniers millimètres de la course du piston. Juste après la combustion, lorsque le piston descend pour évacuer les gaz, le piston est chaud et, de par son quasi-contact avec la culasse, il y transmet sa chaleur par rayonnement.
À noter qu'avec une compression aussi brutale, il est difficile de travailler le diagramme d'allumage. Voilà qui peut expliquer pourquoi les moteurs « 130 » n'ont pas de correction d'avance en fonction de la dépression au collecteur.
Un curieux petit réservoir d'essence en nylon se place sous le capot, qui comporte des durits d'essence dans tous les sens. Une sorte de régulateur de pression d'essence est accolé au carburateur. Et ce carburateur n'est pas directement monté sur le collecteur d'admission, mais monté sur une embase réfrigérante. Tout indique que le moteur, dans la configuration qui a été retenue, est sensible au phénomène de fuel vapor-lock.
S'agissant d'un moteur haut de gamme et cossu, avec un couple maximum pas trop haut perché, certains se sont demandé pourquoi FIAT ne dote pas le moteur de la Fiat 130 d'un système de rattrapage automatique du jeu des soupapes, ceci se faisant depuis un certain temps chez les Allemands. Au prix d'un petit supplément de complexité, le moteur tourne plus rond sans émettre les claquements  caractéristiques d'une distribution mal réglée. Dante Giacosa fournit un début d'explication : « À la fin de l'année 1967, les essais du moteur nous incitèrent à renoncer définitivement à la reprise automatique du jeu des poussoirs ». Cela en dit long sur la ténacité des différents intervenants, s'agissant du projet 130.
Il est significatif que Dante Giacosa, tout au long de sa carrière, n'ait jamais été impliqué dans un projet d'injection d'essence. Dédain de la part de Dante Giacosa pour cette technique, peur de détrôner le sacro-saint Dino, ou refus venant du comité de direction Fiat, trop lié à Weber ? L'injection d'essence est déjà répandue et industrialisée chez les concurrents, avant que ne soit commercialisée la Fiat 130. L'Alfa Romeo Montreal est un bel exemple (injection mécanique Spica) car c'est aussi une italienne. Au rayon des injections mécaniques, on trouve à cette époque les solutions Spica et Kugelfischer. Au rayon des injections électroniques, on trouve le système Bosch D-Jetronic. Le fait que FIAT n'y ait pas fait appel est étrange. Il y a déjà tellement de composants importés dans le Fiat 130 (cfr supra - composants ZF).
Le système le plus répandu est le D-Jetronic de Bosch, lancé dès 1967, qui calcule en temps réel la masse d'air avalée par le moteur et qui commande en conséquence l'ouverture des injecteurs d'essence dans le collecteur d'admission pour maintenir le rapport stœchiométrique adéquat. Cela peut paraît simple sur papier, mais il n'en est pas de même dans la réalité. À cette époque, trente années avant la sonde de débit massique à fil chaud, on en est réduit à faire des estimations basées sur la mesure du régime moteur, la pression au collecteur d'admission et la température de l'air admis. Tout cela est réalisé, en 1967, au moyen d'un système analogique à transistors qui endure les vibrations, les écarts de températures, la condensation et l'humidité. Sans parler du câblage et de la connectique, qui endurent les mêmes conditions. L'on comprend pourquoi les constructeurs automobiles hésitent à se lancer, préférant laisser le casse-tête (et le marché) à Bosch. Pour bien situer les choses, il faut se rappeler que dès l'année 1972, toutes les Mercedes à essence font appel à l'injection D-Jetronic Bosch.
Avec le recul, il apparaît comme fatal le fait que Fiat, Marelli et Weber aient dédaigné cet aspect jusqu’à l'aube des années 1980. Le directoire de FIAT ne peut ignorer que le modèle Fiat 130 constitue la meilleure opportunité pour développer un concept super-Dino équipé d'un système d'injection d'essence. Une thèse est que Dante Giacosa, malgré toutes les qualités qu'il a démontrées, n'intègre jamais cela et par conséquent, ne demande jamais que des nouveaux moyens humains et techniques y soient consacrés. Preuve de cette thèse, la confession de Dante Giacosa dans son livre intitulé « Mes quarante ans chez FIAT ». Il écrit : « Dès l'année 1967, je me demandais non sans inquiétude ce qu'il aurait bien pu arriver si FIAT se consacrant avec excès à la Fiat 130, avait négligé les voitures de grande série et, surtout, la descendance de la Fiat 1100. Je discutai la chose avec Cordiano et, d'entente avec lui, décidai de pousser le plus possible le projet de la 128 et de la 127 ».
Fiat tente de trouver des palliatifs comme l'allumage électronique via Marelli, bien mis en évidence dans les catalogues publicitaires. Il ne s'agit pas de haute technique. On ne fait que protéger la vis platinée en lui évitant le contact avec le courant et la tension du circuit primaire de la bobine. On se sert de la vis platinée comme commutateur basse tension (12 volts) et faible courant (quelques milliampères), qui à son tour définit l'état ouvert et fermé d'un transistor costaud, qui lui, est censé ne pas s'user.
Mais à l'époque, ce transistor ne peut supporter plus de 200 volts. Alors qu'on sait qu'il va être soumis à une brève surtension fatale de 500 V ou plus si le circuit secondaire de la bobine vient à défaillir, si le doigt du distributeur rend l'âme, si le rupteur de régime s'enclenche de façon intempestive, ou si l'écartement des électrodes d'une ou de plusieurs bougies est tel que l'étincelle ne peut se faire ; ou tout simplement, si votre garagiste oublie de remettre en place le fil de haute tension qui va de la bobine au distributeur.
Avec cet allumage électronique Marelli de première génération, l'avance reste définie de façon purement mécanique par le delco. Rien ne change donc au niveau de la gestion de l'angle d'avance et de l'angle de Dwell. Le manuel utilisateur de la Fiat 130 contient un paragraphe scabreux qui présente la panne du module d'allumage électronique comme une éventualité, et qui indique au moyen d'une illustration le recâblage qu'il faut opérer pour en revenir à un allumage classique, avec la vis platinée au négatif de la bobine.

### Résultat imparfait

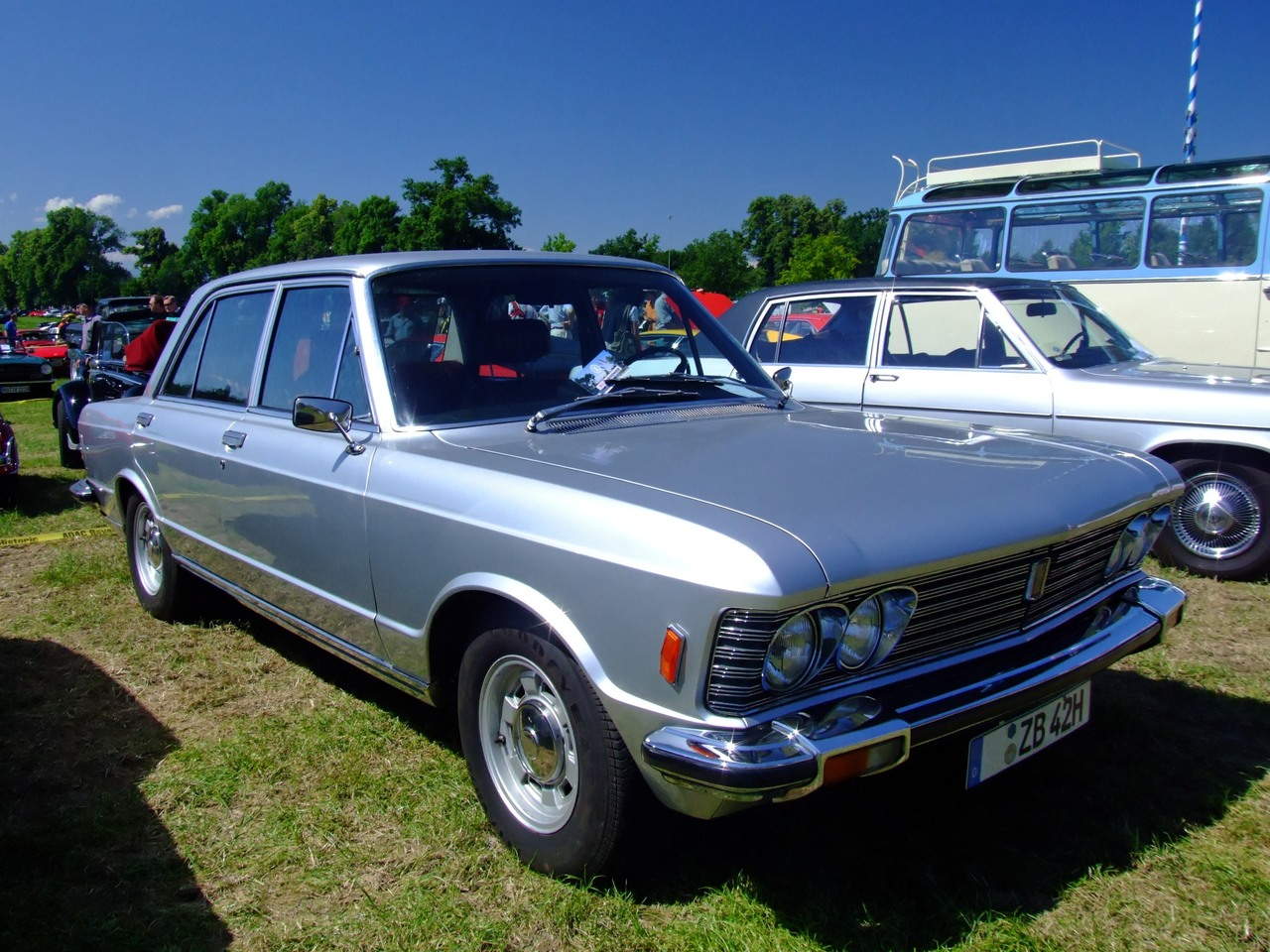
Fiat 130.

Sur autoroute, à 120 km/h en 3e en boîte automatique, le moteur mouline à plus de 4 000 tr/min. Cela engendre un vrombissement désagréable du côté du pot d'échappement arrière. Ce dernier, d'une tonalité agréablement sportive aux allures paisibles, peut faire entrer en résonance le plancher arrière. Les journalistes ne se sont pas privés de critiquer la chose, exhortant FIAT à appliquer un correctif.
La situation s'améliore avec la boîte manuelle, qui tire plus long en cinquième, de sorte que c'est aux alentours de 140 km/h que survient le phénomène de résonance. Puis, au fil des kilomètres, la ligne d’échappement se dégrade, en particulier le pot arrière qui se perce et les joints de « cement » entre la section médiane et la section arrière qui fissurent. De sorte que même au ralenti, l'échappement de la voiture laisse échapper des tonalités peu valorisantes, comme des râles et des fuites.
« Lada S-klasse » disent les allemands ! Pas une once de « Laufkultur » dirait-on à Ingolstadt.
C'est à cette époque que naît la controverse « chevaux Italiens » contre « chevaux Allemands ». Chez Audi, avec l'Audi 100 berline de la première génération, mue par un moteur de 90 ch DIN bien géré et une coque qui dépasse de peu la tonne, on arrive quasiment au même agrément qu'avec la Fiat 130 qui délivre 165 ch DIN, tant en ville que sur l'autoroute.
À l'époque, les essayeurs mentionnent que, menée de façon rapide, la Fiat 130 consomme jusqu'à 20 litres aux 100 km. Une telle caractéristique prend une allure dramatique au lendemain de la guerre du Kippour, en 1973, qui déclenche le premier choc pétrolier.
Il existe une version spéciale du moteur « 130 », celle qui équipa la Fiat 031 Abarth, voiture de rallye carrossée en Fiat 131 qui eut son heure de gloire en remportant quelques victoires. Il s'agit du bloc de la Fiat 130 majoré en cylindrée et alimenté par une batterie de 3 carburateurs Weber double corps 48 IDF donnant sur un collecteur d'admission spécifique. Moteur pointu impossible à conduire sur route ouverte.
Autre inconvénient de la Fiat 130 : elles étaient d'office vendues avec une boîte automatique, qui absorbait de la puissance et augmentait la consommation de carburant par rapport à une boîte manuelle. Il fallait commander spécifiquement la voiture avec une boîte manuelle pour en obtenir une. Avec le choc pétrolier de 1973, la Fiat 130 à boîte automatique est devenue très difficile à vendre.

### Collecteur d'admission 3 Carbus Weber DCNF
En production, le Coupé 130 n'a jamais reçu le collecteur d'admission qui lui était destiné. En effet, le magazine français l'Auto-Journal de mai 1970, annonce et photographie le Coupé 130 qui prend la route, déguisé et enlaidi pour ne pas révéler certains traits à la concurrence. Le journaliste Henri Bayol qui signe l'article, écrit que ce Coupé 130 sera motorisé par le V6 de la 130 Berline, qui sera porté à 3 200 cm3, et qui sera équipé d'une batterie de 3 carburateurs double corps pour une puissance de 200 ch DIN. Aujourd'hui, en cherchant bien, il est possible de trouver des répliques de ce collecteur d'admission. Notez que, par la conception du moteur 130, le collecteur d'admission (tant celui d'origine que l'autre, prévu pour 3 carbus) véhicule l'eau du circuit de refroidissement. Il s'agit d'une pièce complexe, difficile à produire. Quelques amateurs avertis ont ainsi transformé leur Fiat 130, Berline ou Coupé, en les dotant de 3 carbus Weber DCNF40 ou DCNF42. L'objectif est d'atteindre une puissance spécifique de 65 ch DIN au litre (210 ch pour le 3 235 cm3) sans préjudice pour l'élasticité ni la consommation à charge partielle. Une gageure, s'agissant de chambres de combustion en coin !
Il n'y a aucune adaptation recensée, consistant à adapter un système d'injection. Le collecteur d'admission véhiculant l'eau du circuit de refroidissement, il est difficile de souder des filets pour monter des injecteurs dans les pipes d'admission. Une possibilité est d'insérer les injecteurs dans des fûts étanches, filetés.
Pour les raisons exposées plus haut, monter une rampe de papillons au plus près des soupapes d'admission s'avère problématique.
Le mieux qu'on puisse imaginer, c'est un montage à injection via 6 injecteurs dans des fûts étanches, avec 6 papillons séparés constitués par les 3 carbus DCNF40 ou DCNF42 configurés non pas en tant que carbus, mais en tant que corps de papillons.
Quoi qu'il en soit, la première modification à apporter sur la voiture est l'allumage. Il existe aux Pays-Bas, à Wellerlooi, une Fiat 130 Berline munie d'un système d'allumage Ford qui comporte une correction de l'avance en fonction de la dépression. Cette voiture comporte un outre un système de carburation au GPL, avec possibilité de basculement GPL/essence. Il existe en Belgique, à Bruxelles, un coupé Fiat 130 muni d'un allumage de marque MULTIC ; celui-ci utilise l'allumeur d'origine, mais modifié par un disque qui comporte 6 aimants couplés à un détecteur à effet Hall qui délivre un signal de commutation à un module de puissance. L'avance reste donc définie par les masselottes. Le module gère le Dwell et coupe le courant primaire lorsque le moteur est arrêté, contact mis.

## Équipement
La Fiat 130 est dotée en série de la direction assistée, de 4 freins à disques, d'une boîte automatique, d'un différentiel à glissement limité et en option de la climatisation.

### Direction assistée
Très agréable, rapide et précise, la direction assistée de la Fiat 130 est l'un de ses grands points forts. La pompe hydraulique et le boîtier de direction à vis et galet proviennent de chez ZF. Le volant d'origine, tulipé et sportif dans sa forme, intégralement en plastique dur noir, semble d'un diamètre inutilement grand, justifié cependant par la nécessité de dégager la vue sur les nombreux cadrans du tableau de bord. Sur le Coupé 130, au volant spécifique, on observe assez souvent des fissures à l'arrière du volant, autour du moyeu.
L'habitacle gagne en style si l'on remplace le volant d'origine par un volant Nardi, bois ou cuir selon les goûts. Mais alors se pose le problème du rappel des clignotants, de la commande de klaxon et de la proximité peu pratiques des commodos - en effet, les volants Nardi étant moins tulipés que la pièce d'origine, la jante s'en approche un peu trop.

### Quatre freins à disques
Ventilés à l’avant, d’une efficacité saluée à l'époque, ils paraissent cependant évidemment dépassés aujourd'hui. L'absence d'ABS incite à la prudence sur sol détrempé.
Si la puissance de ces freins est correcte, ils pèchent quelque peu par leur temps de réponse. À la vitesse de 120 km/h, où la voiture parcourt plus de 30 mètres par seconde, un retard de déclenchement de 3/10èmes de seconde représente 10 mètres de plus.

### Différentiel à glissement limité
Fiat proposait en option sur la berline et de série sur le Coupé un différentiel à glissement limité ZF. Ce dernier confère à l'auto une meilleure motricité, quoique la mise en action de l'autobloquant manque de progressivité.

### Boîte automatique (manuelle en option)
Les Fiat 130 Berline de type A (moteur 2 866 cm3 entre 1969 et 1972) étaient équipées d'une boîte automatique Warner-Gear, qui fut cependant critiquée pour sa mollesse. À partir de 1972, toutes les 130 (moteur 3 235 cm3) furent livrées avec une boîte automatique Borg-Warner, améliorée, mais retombant à chaud dans la même impression de paresse que sa devancière.
Cette boîte était montée de série, et il fallait insister auprès du concessionnaire pour arriver à se faire livrer une Fiat 130 avec boîte manuelle 5 vitesses.
Ceux qui eurent la patience de se faire livrer une des rares Fiat 130 manuelles furent mieux lotis. La boîte est de marque ZF (Allemagne), modèle ZF S5-18. La première est en bas à gauche, comme sur les boîtes « sport » de chez Lancia ou Ferrari.

### Air climatisé
La Fiat 130 semble être la première Fiat proposée avec la climatisation. On constate dès lors le saut qualitatif que la marque réalise. Ceci explique peut-être pourquoi dès le début de la conception, Dante Giacosa pressentit qu'il fallait laisser le plus de place possible pour le moteur et ses organes périphériques, et opta pour une suspension avant à barres de torsion.
L'adaptation est réalisée avec soin : les voitures climatisées sont ainsi dotées d'un carburateur légèrement modifié qui augmente légèrement le régime de ralenti lorsque le compresseur fonctionne. On dit cependant que les premiers modèles étaient sujets à des surchauffes, entraînant le montage d'un deuxième ventilateur de refroidissement.

## Esthétique
La Fiat 130 Berline est dessinée par les Boano père et fils du Centro Stilo Fiat.
Paolo Martin, designer qui à l'époque travaillait chez Pininfarina en tant que chef du département styling, est l'auteur du dessin. Ni Dante Giacosa ni Pio Manzu n'ont travaillé sur le projet de la Fiat 130 Coupé. Le projet est géré par Gianni Agnelli en personne. Sergio Pininfarina se repose sur Paolo Martin, qui jouit d'une certaine liberté stylistique.

## Ventes et rareté
Parmi les centaines de milliers de Fiat produites chaque année, la contribution de la 130 restera négligeable : moins de 3 000 voitures par an.
De nombreuses Fiat 130 Berline furent produites pour les besoins du réseau Fiat et achetées à bon prix par les concessionnaires qui les utilisaient pour leurs besoins propres.
Quant aux coupés, Fiat les octroyait à ses meilleures relations dans le cadre de différentes opérations de prestige. On sait que la marque, ayant sponsorisé différentes disciplines sportives dans les années 1970, récompensa quelques champions au moyen de 130 Coupé qu'ils s'empressèrent de remiser ou de revendre vers les 30 000 km, lorsque la transmission et l'échappement commençaient à donner des signes de faiblesse.

## En collection

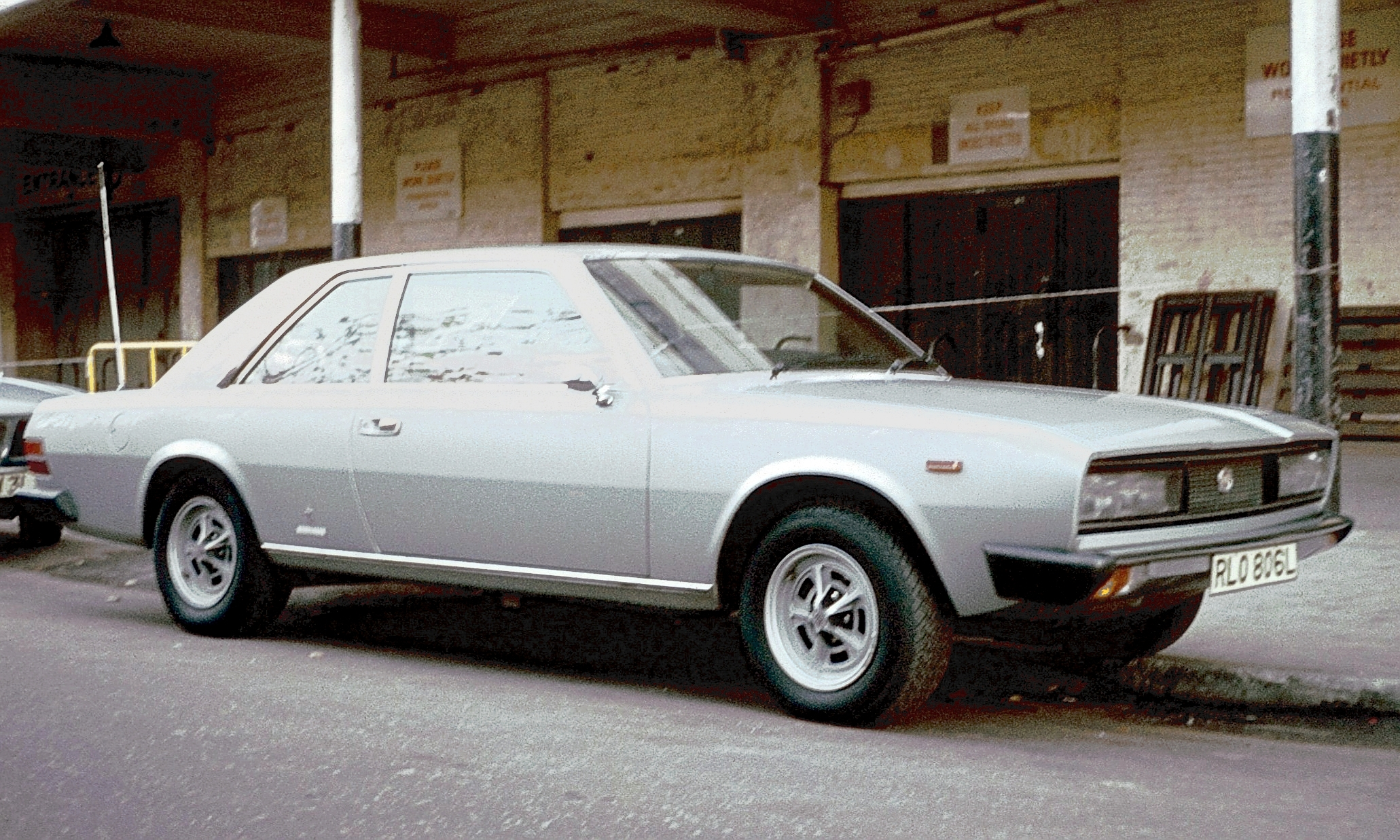
Fiat 130 Coupé.

La Fiat 130 constitue une fenêtre grande ouverte sur la marque turinoise dans le grand virage technique et esthétique du début des années 1970.

### La Berline 130
Moins recherchée que la Fiat 130 Coupé, la Berline mérite néanmoins sa place en collection car elle exprime sans retenue la conception que les Boano père et fils défendaient en matière de voiture moderne et bourgeoise, statutaire. Ils réalisent avec la 130 un tout cohérent sur le plan esthétique. Remarquons qu'à partir de 1972 apparaît la 130 Berline type B qui reprend le tableau de bord et certains aménagements intérieurs de la Fiat 130 Coupé, l'un et l'autre dessinés par Paolo Martin.

### Le Coupé 130

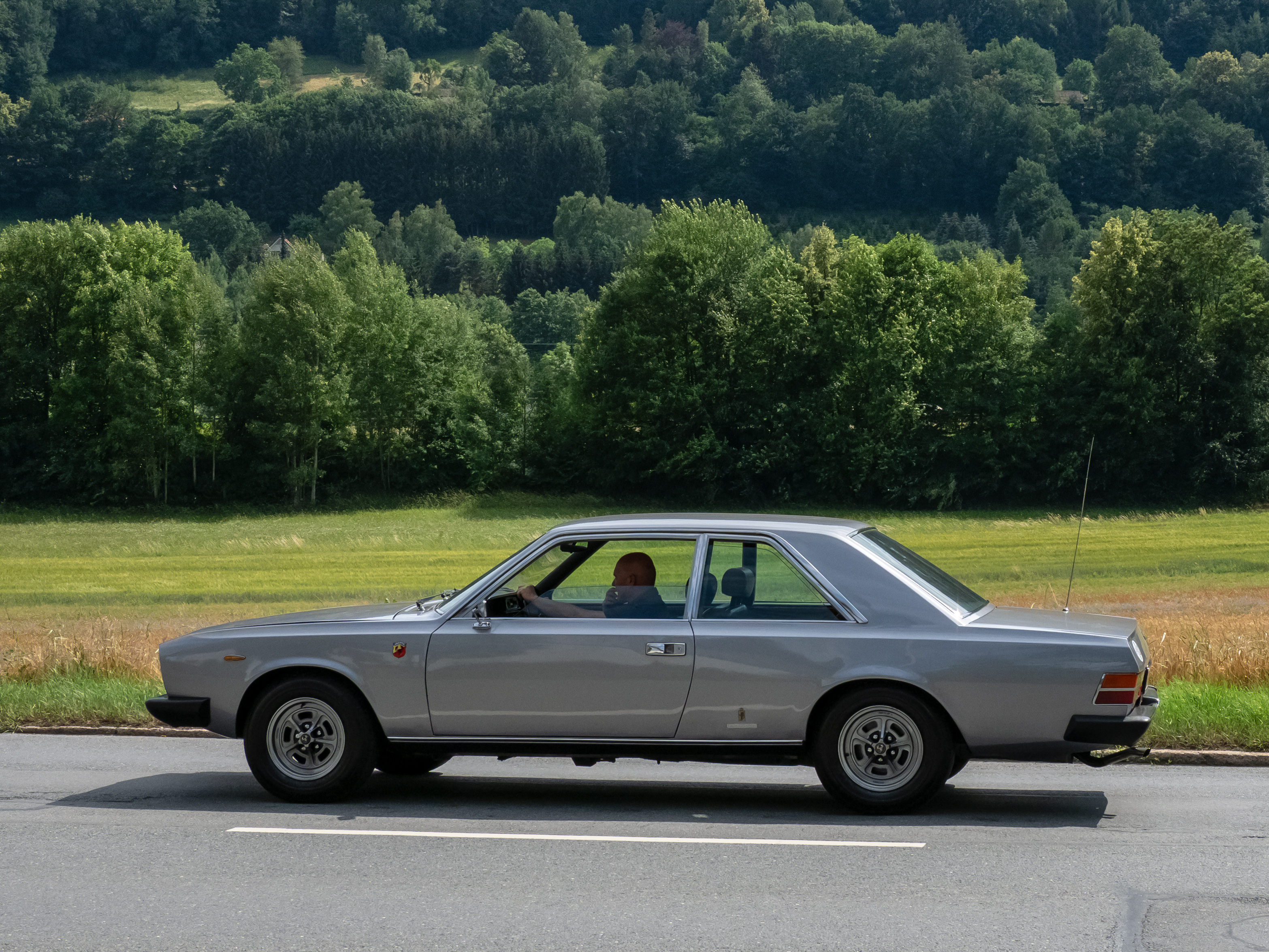
Fiat 130 Coupé.

La Fiat 130 Coupé constitue une pièce de choix en collection. Paolo Martin tourne le dos aux courbes inutiles ainsi qu'aux chromes et moulures inutiles qui ont encore cours au début des années 1970. Il innove en présentant une approche épurée, déroutante à l'époque, mais finalement pertinente jusqu'au seuil des années 1990. C'est également Paolo Martin qui dessine le tableau de bord et les aménagements intérieurs. Ces éléments, plutôt que de verser dans le spectaculaire ou l'hyper-modernisme, constituent des maîtres-étalons pour la décennie qui suit. Le tableau de bord réintroduit les cadrans ronds, il comporte une casquette pare-soleil qui inclut l'emplacement de la radio, la console centrale est massive quoique bien intégrée à l'ensemble. Un élément original et galant de la Coupé était la possibilité d'ouvrir la porte passager depuis le siège conducteur en tirant un levier juste sous le tableau de bord, à côté de la console centrale.
Seuls bémols : les jantes au dessin imprécis et trop chargé, le volant inutilement encombrant et compliqué, ainsi que certains détails de la face avant, en particulier la calandre. Le Coupé adoptant plate-forme et éléments mécaniques de la berline sans modification aucune, Paolo Martin a dû composer avec la hauteur importante du groupe propulseur, hauteur causée par la profondeur du carter et la sur-épaisseur que constitue l'embase réfrigérée du carburateur.